# Tinnea somalensis
Tinnea somalensis là một loài thực vật có hoa trong họ Hoa môi. Loài này được Gürke ex Chiov. miêu tả khoa học đầu tiên năm 1929.